# Roffredo Caetani
Roffredo Caetani, XVII duca di Sermoneta, VIII principe di Teano, principe di Bassiano (Roma, 13 ottobre 1871 – Roma, 11 aprile 1961), è stato un nobile, compositore, collezionista d'arte e mecenate italiano.

## Biografia
Apparteneva all'antica famiglia Caetani, figlio di Onorato Caetani, che in passato fu sindaco di Roma e ministro degli esteri, e della nobildonna inglese Ada Bootle-Wilbraham. Cresciuto in un ambiente di amanti della musica (il padre fu anche presidente dell'Accademia filarmonica romana), fu figlioccio di Franz Liszt, studiò pianoforte con Giovanni Sgambati, armonia e contrappunto con Cesare De Sanctis, due musicisti che si adoperavano per la diffusione della musica strumentale. Proseguì gli studi a Berlino e a Vienna, dove conobbe Brahms. Iniziò a comporre soprattutto musica da camera. Il primo concerto pubblico risale al 1889 con l'esecuzione dell'Intermezzo sinfonico per grande orchestra op. 2 nella sala Palestrina di Roma (nel Palazzo Pamphilj). Roffredo Caetani è stato un musicista molto apprezzato all'estero, ma pressoché ignorato in Italia, a causa della sua dedizione alla musica da camera.
A Bayreuth incontra nel 1902 la contessa Greffulhe, creatrice e presidentessa della Società dei grandi uditi musicali (Société des grandes auditions musicales) con la quale si lega intimamente, e che lo prende sotto la sua protezione e organizza dei concerti per far conoscere le sue opere.
A Parigi conobbe Marguerite Chapin, una colta americana che studiava canto con Jean de Reszke. Dal matrimonio, avvenuto nel 1911, nacquero due figli, Lelia nel 1913 e Camillo nel 1915. A Parigi i Caetani si stabilirono a villa Romaine, a Versailles, e frequentarono figure di grande rilievo del mondo artistico e letterario (Paul Valéry, Saint-John Perse, ecc.). Nel 1924 Marguerite vi fondò la rivista letteraria internazionale Commerce. Il 23 maggio 1926 venne rappresentata al Deutsches Nationaltheater di Weimar, in versione tedesca, l'opera Hypatia che riscosse all'estero uno strepitoso successo di pubblico e di critica. Nel 1932 i Caetani ritornarono definitivamente in Italia e si stabilirono nel castello di Sermoneta. 
Nella sua autobiografia, la duchessa Carolina Lanchkoronska, imprigionata dalle Waffen SS nella carcere di Stanisławów (Ivano-Frankivs'k) per le sue attività nella resistenza polacca, racconta di essere stata liberata per intercessione di un suo lontano parente, Roffredo Caetani, l'8 luglio 1942. Caetani, avendo saputo del suo arresto, intercedette presso la moglie dell'erede al trono d'Italia, la quale apprezzava tanto Roffredo come musicista. Il rilascio fu ordinato dallo stesso Himmler che provò grande vergogna dopo le rimostranze del governo italiano.
Con la morte del fratello Leone nel 1935, e poi del figlio di questi Onorato, nel 1946, era divenuto il XVII duca di Sermoneta. Dopo la seconda guerra mondiale la famiglia si stabilì nel Palazzo Caetani in via delle Botteghe Oscure, sede dell'altra importante rivista della moglie, "Botteghe Oscure", per ritirarsi poi a Ninfa negli ultimi anni. Qui i loro interessi furono assorbiti dal giardino, al quale avevano in vario modo lavorato le ultime tre generazioni della famiglia. Roffredo Caetani morì a Roma nel 1961, e qui sarebbero morte anche Marguerite, nel 1963, e nel 1977 Lelia, ultima curatrice del giardino, che non aveva avuto figli dal marito Hubert Howard.
L'altro figlio, Camillo, era morto in combattimento il 15 dicembre 1940 sul fronte d'Albania; con Roffredo Caetani si estinse così la linea dei Caetani di Sermoneta.
Dal punto di vista professionale, Roffredo Caetani fu nominato nel 1939 accademico di Santa Cecilia; nel 1943 venne rappresentata al teatro dell'Opera di Roma, sotto la direzione di Tullio Serafin e la regia di Marcello Govoni, "L'isola del sole", una novella musicale in due atti su libretto proprio. 
A lui è intitolata nel 1972 la Fondazione onlus Roffredo Caetani con l'obiettivo di preservare e promuovere la memoria dei Caetani e di tutelare il territorio e la cultura dei monti Lepini e delle terre pontine.

## Composizioni
- Quartetto in Re maggiore, op. 1 (1886-1887)
- Intermezzo sinfonico, op. 2 (1889-1890)
- Sonata per pianoforte in La bem. maggiore, op. 3 (1889-1894)
- Quintetto per pianoforte e archi in Fa diesis minore, op. 4 (1890-1894)
- Trio con pianoforte in Re maggiore, op. 5 (1895-1896)
- Sonata per violino e pianoforte in Si bemolle, op. 6 (1897-1898)
- 12 Variazioni su un preludio di Chopin in Do minore, op. 7 (1897-1898)
- Préludes symphoniques, op. 8: n. 1 in Mi bemolle maggiore, n. 2 in Do minore, n. 3 in La maggiore (1898-1899)
- Composizioni per pianoforte, op. 9: n. 1 Ballata in Fa diesis minore; n. 2 Quatre impromptus in La bem., Si bem., La min., Mi bem.; n. 3 Toccata in Re maggiore (1899-1900)
- Suite per orchestra in Si minore, op. 10 (1900)
- Préludes symphoniques per orchestra, op. 11: n. 4 in Mi minore, n. 5 inLa minore (1900)
- Quartetto, op 12 (1905-1906), dedicato alla contessa Elisabeth Greffulhe
- "Una festa campestre", Scherzo per violino e pianoforte (1936), dedicato a Gioconda De Vito
- "Hypatia", azione lirica in tre atti (ed. 1925, 1928, 1952)
- "L'isola del sole", novella musicale in due atti e un epilogo (Roma 1943) nel Teatro Reale dell'Opera di Roma diretta da Tullio Serafin, regia di Marcello Govoni
- "Il canto dei tre bimbi" per pianoforte e tre soprani (1937)
- "La commedia d'un musicista", 5 pezzi per pianoforte (1937)

## Albero genealogico
|                                              |                                                |                                                              | Genitori                         |  |  | Nonni |  |  | Bisnonni                              |  |  | Trisnonni                               |  |
|                                              |                                                |                                                              |                                  |  |  |       |  |  | Enrico Caetani, XII duca di Sermoneta |  |  | Francesco Caetani, XI duca di Sermoneta |  |
|                                              |                                                |                                                              |                                  |  |  |       |  |  | Enrico Caetani, XII duca di Sermoneta |  |  | Francesco Caetani, XI duca di Sermoneta |  |
|                                              |                                                | Anna Maria Meucci                                            |                                  |  |  |       |  |  | Enrico Caetani, XII duca di Sermoneta |  |  |                                         |  |
| Michelangelo Caetani, XIII duca di Sermoneta |                                                |                                                              |                                  |  |  |       |  |  | Enrico Caetani, XII duca di Sermoneta |  |  |                                         |  |
|                                              |                                                | Teresa de Rossi                                              | Giovanni Gherardo de Rossi       |  |  |       |  |  |                                       |  |  |                                         |  |
|                                              |                                                | Teresa de Rossi                                              | Giovanni Gherardo de Rossi       |  |  |       |  |  |                                       |  |  |                                         |  |
|                                              |                                                | Teresa de Rossi                                              | Clementina Ingami                |  |  |       |  |  |                                       |  |  |                                         |  |
| Onorato Caetani, XIV duca di Sermoneta       |                                                | Teresa de Rossi                                              |                                  |  |  |       |  |  |                                       |  |  |                                         |  |
|                                              |                                                | Wacław Seweryn Rzewuski, conte Rzewuski                      | Seweryn Rzewuski, conte Rzewuski |  |  |       |  |  |                                       |  |  |                                         |  |
|                                              |                                                | Wacław Seweryn Rzewuski, conte Rzewuski                      | Seweryn Rzewuski, conte Rzewuski |  |  |       |  |  |                                       |  |  |                                         |  |
|                                              |                                                | Wacław Seweryn Rzewuski, conte Rzewuski                      | Konstancja Lubomirska            |  |  |       |  |  |                                       |  |  |                                         |  |
| Callista Rzewuska                            |                                                | Wacław Seweryn Rzewuski, conte Rzewuski                      |                                  |  |  |       |  |  |                                       |  |  |                                         |  |
|                                              |                                                | Rosalia Alessandrina Costanza Teresa Lubomirski, principessa | Aleksander Lubomirski            |  |  |       |  |  |                                       |  |  |                                         |  |
|                                              |                                                | Rosalia Alessandrina Costanza Teresa Lubomirski, principessa | Aleksander Lubomirski            |  |  |       |  |  |                                       |  |  |                                         |  |
|                                              |                                                | Rosalia Alessandrina Costanza Teresa Lubomirski, principessa | Rozalia Chodkiewicz              |  |  |       |  |  |                                       |  |  |                                         |  |
| Roffredo Caetani, XVII duca di Sermoneta     |                                                | Rosalia Alessandrina Costanza Teresa Lubomirski, principessa |                                  |  |  |       |  |  |                                       |  |  |                                         |  |
|                                              | Edward Bootle-Wilbraham, I barone Skelmersdale | Richard Bootle-Wilbraham                                     |                                  |  |  |       |  |  |                                       |  |  |                                         |  |
|                                              | Edward Bootle-Wilbraham, I barone Skelmersdale | Richard Bootle-Wilbraham                                     |                                  |  |  |       |  |  |                                       |  |  |                                         |  |
|                                              | Edward Bootle-Wilbraham, I barone Skelmersdale | Mary Bootle                                                  |                                  |  |  |       |  |  |                                       |  |  |                                         |  |
| Charles Bootle-Wilbraham                     | Edward Bootle-Wilbraham, I barone Skelmersdale |                                                              |                                  |  |  |       |  |  |                                       |  |  |                                         |  |
|                                              |                                                | Mary Elizabeth Taylor                                        | …                                |  |  |       |  |  |                                       |  |  |                                         |  |
|                                              |                                                | Mary Elizabeth Taylor                                        | …                                |  |  |       |  |  |                                       |  |  |                                         |  |
|                                              |                                                | Mary Elizabeth Taylor                                        | …                                |  |  |       |  |  |                                       |  |  |                                         |  |
| Ada Bootle-Wilbraham                         |                                                | Mary Elizabeth Taylor                                        |                                  |  |  |       |  |  |                                       |  |  |                                         |  |
|                                              |                                                | James Ramsbottom                                             | John Ramsbottom                  |  |  |       |  |  |                                       |  |  |                                         |  |
|                                              |                                                | James Ramsbottom                                             | John Ramsbottom                  |  |  |       |  |  |                                       |  |  |                                         |  |
|                                              |                                                | James Ramsbottom                                             | Sophia Pryor                     |  |  |       |  |  |                                       |  |  |                                         |  |
| Emily Ramsbottom                             |                                                | James Ramsbottom                                             |                                  |  |  |       |  |  |                                       |  |  |                                         |  |
|                                              |                                                | Emma Batson                                                  | …                                |  |  |       |  |  |                                       |  |  |                                         |  |
|                                              |                                                | Emma Batson                                                  | …                                |  |  |       |  |  |                                       |  |  |                                         |  |
|                                              |                                                | Emma Batson                                                  | …                                |  |  |       |  |  |                                       |  |  |                                         |  |
|                                              |                                                | Emma Batson                                                  |                                  |  |  |       |  |  |                                       |  |  |                                         |  |